# Fondamentalismo
Con il termine fondamentalismo si intende genericamente qualunque lettura letterale e dogmatica di testi sacri (o loro equivalenti, fuori dell'ambito religioso) che assuma i relativi precetti contenuti a fondamenti (tipicamente della religione, ma non solo) rifiutando ogni ideologia o interpretazione anche minimamente in contrasto con essi.

## Origine del fondamentalismo
Il fondamentalismo è una corrente della religiosità protestante che si sviluppò negli Stati Uniti in un periodo compreso tra il 1878 e il 1918 (cioè tra la fine della Guerra Civile Americana e la prima guerra mondiale).
Si tratta di una corrente di pensiero, nata all'interno della Chiesa battista, che intendeva opporsi al modernismo e al razionalismo teologici che si diffondevano fra i fedeli evangelici. Il termine fondamentalismo non aveva all'origine accezioni negative, è legato alla pubblicazione di una raccolta di dodici volumi di saggi intitolata The Fundamentals. I testi attaccavano le attività di filologia, storia, archeologia e critica, della scuola esegetica detta di "Alta critica". Rivendicavano al contrario la volontà di riaffermare in modo dogmatico punti irrinunciabili della fede definiti fundamentals, i fondamenti, e corrispondono anche all'affermazione della necessità di una fede facilmente comprensibile all'individuo. Questa rivendicazione aveva una prospettiva anche politico-sociale, con forte critica definibile "anti-intellettuale" o "anti-élìte" (contro il pericolo di una società, o di una morale, "degli avvocati" e dei filosofi).
Nel periodo tra il 1910 e il 1915 il termine "fundamentals" compariva su molti volantini diffusi dai gruppi.
Caratteristica del pensiero dei fondamentalisti, era la riaffermazione del valore letterale del testo della Bibbia. Questa doveva essere considerata un testo storico che narra fatti realmente accaduti nel modo esatto in cui sono descritti, con un netto rifiuto alla "pretesa" dei teologi liberali di sottoporre la Bibbia alla stessa analisi e critica testuale a cui erano stati sottoposti gli altri testi classici dell'antichità. In particolare c'era il rifiuto rivolto alla cosiddetta "Ipotesi documentale", la ricerca che aveva rilevato all'interno del Pentateuco diverse fonti documentali denominate "yahvwiste", "elhoiste" e "sacerdotali". In poche parole, il fondamentalismo rifiutava di trattare la Bibbia come un testo paragonabile, analizzabile e quindi discutibile, alla pari degli altri.
L'altra caratteristica è l'attribuzione di pari valore a tutte le parti di testo della tradizione cristiana, che non ammette quindi una distinzione di importanza o distinzione di lettura tra Nuovo Testamento e Antico Testamento. Queste posizioni erano già presenti da secoli in alcuni piccoli gruppi protestanti, il fondamentalismo le ripropose in forma di nuovo proselitismo.
Contrattaccando le correnti moderniste, i fondamentalisti aiutarono i cristiani tradizionalisti a superare lo shock delle numerose scoperte archeologiche del XIX secolo che documentavano fatti e popoli ed eventi di cui la Bibbia non aveva conservato la minima traccia - o che raccontavano in modo diverso eventi a cui la Bibbia alludeva - e dalla diffusione del darwinismo, oltre che dai progressi della filologia e delle scienze naturali.
Una delle intuizioni vincenti di questo movimento fu puntare sul fatto che l'archeologia poteva anche essere usata per confermare, oltre che per smentire la Bibbia. Per dirla col titolo di un celeberrimo best seller particolarmente apprezzato dai fondamentalisti, sostenere che La Bibbia aveva ragione anche dal punto di vista archeologico.
Il fondamentalismo insomma, permise al protestantesimo di vedere l'archeologia e la ricerca storico-scientifica come uno strumento utilizzabile, in certe occasioni, per confermare le proprie teorie anziché come un nemico da ostacolare sempre.
Grazie al finanziamento di un mecenate, un petroliere, i volumi stampati dai fondamentalisti (oggi in buona parte online), stampati in forma economica, furono inviati per posta gratuitamente a migliaia di pastori protestanti, fornendo loro tesi ed argomentazioni già pronte per ribattere alla critica del pensiero liberale e modernista.
Al tempo stesso, per così dire "blindando" l'interpretazione biblica per impedire che fosse "sottratto" qualcosa ai suoi "fondamenti" tradizionali, il fondamentalismo riuscì a combattere anche una battaglia sul fronte opposto contro i Mormoni, che affermavano di avere ricevuto una "aggiunta" alla Rivelazione tradizionale. Rifiutando "sottrazioni" o "aggiunte" alle credenze tradizionali, i fondamentalisti diedero così una fisionomia precisa alla religiosità di tipo conservatrice del mondo protestante statunitense.
Sul piano politico la battaglia delle idee fu vinta in un certo grado dai fondamentalisti, che riuscirono a influenzare il pensiero religioso americano molto più profondamente rispetto alle altre correnti religiose, dando alla società statunitense quella particolare impronta culturale che tuttora possiede.
Le parole d'ordine già dei Fondamentalisti in gran parte coincidono con quelle della destra religiosa statunitense del giorno d'oggi. Senza il Fondamentalismo non si comprenderebbero battaglie come quella contro l'insegnamento della teoria dell'evoluzione nelle scuole statunitensi, ancora attive alle soglie del XXI secolo.

## Evoluzione del termine

### Teologia
Il termine fondamentalismo, che all'origine si riferiva al mondo protestante, fu sostituito negli anni '50 quando i principali esponenti della corrente religiosa decisero un cambio di denominazione ufficiale. Questo termine però si è diffuso nell'uso comune per identificare tutti quei punti di vista – correnti di pensiero e pratica nell'ambito religioso – che insistono sull'interpretazione letterale dei testi sacri quali la Bibbia o il Corano, e che hanno carattere di movimenti anti-modernisti all'interno delle rispettive religioni.
Nel campo della religione cattolica, in cui non vi è la centralità del libro sacro (la Bibbia e i Vangeli), ma quella auctoritas di una persona (il Papa) e di una istituzione (la struttura ecclesiastica e il clero dei pastori) che ne forniscono e tramandano l'interpretazione e ne modellano la memoria, il fondamentalismo può configurarsi come aderenza stretta ai contenuti della tradizione, facendo passare in secondo piano la vicinanza al testo sacro.
In senso teologico, cioè, viene chiamato fondamentalista ogni approccio letterale ad un testo che rifiuta l'analisi critica di tipo filologico, nel caso che non accordi con i dogmi tradizionali definiti precedentemente. Il fondamentalismo religioso riguarda la lettura diretta dei testi sacri, con il rifiuto di strumenti esegetici o di critica testuale. Questa prassi è propria di alcune correnti protestanti ma è presente anche in alcune interpretazioni del cattolicesimo più tradizionalista.
Si parla oggi comunemente – anche se non sempre con identico significato – di "fondamentalismo islamico", "fondamentalismo ebraico", "fondamentalismo cristiano" eccetera. Il termine, che ha oggi una diffusa valenza negativa, si riferisce anche più in generale a un atteggiamento politico e culturale contrario al dialogo, che rivendica principi religiosi "non negoziabili" senza possibilità di approccio critico, insiste sul presupposto apodittico che il proprio punto di vista o dogma è l'unico giusto, in modo spesso rigido e moralmente giudicante.
Per alcuni versi il fondamentalismo religioso è un fenomeno moderno, caratterizzato da un senso di alienazione per l'assedio della cultura circostante, persino quando tale cultura può venire nominalmente influenzata dalla religione degli aderenti. Il termine può anche riferirsi specificamente alla credenza che i propri testi religiosi siano infallibili e storicamente accurati, malgrado le possibili contraddizioni di tali rivendicazioni possano essere messe in luce dalla dottrina moderna.
Malgrado il termine fondamentalismo nell'uso popolare si applichi alle frange religiose, o a movimenti etnici estremisti con motivazioni religiose solamente nominali, il termine ha una sua più precisa connotazione. "Fondamentalista" descrive un movimento di ritorno a quelli che si considerano i principi che definiscono o fondano la religione. In particolare è venuto ad indicare qualsiasi enclave religiosa che si opponga intenzionalmente ad identificarsi con il gruppo religioso più vasto nel quale originariamente era sorta, ritenendo che i principî fondamentali su cui il gruppo religioso più grande si fonda si siano corrotti o siano stati rimpiazzati da altri principî ostili alla sua identità.

### Ulteriori estensioni
Nell'uso comune, "fondamentalismo" (e "integralismo") viene approssimativamente usato in senso lato anche per indicare un atteggiamento acritico e dogmatico nei confronti di testi o teorie non necessariamente religiose, e i comportamenti che ne seguirebbero.
In economia, ad esempio, i critici del liberismo accusano talvolta di "fondamentalismo" i sostenitori delle teorie secondo le quali il mercato dovrebbe essere l'unico regolatore della vita sociale, sottintendendo che questo principio sia affermato in modo dogmatico (mentre tali teorie sarebbero al più definibili integraliste).
In campo religioso, alcuni gruppi religiosi accusano di "fondamentalismo laicista" le posizioni anticlericali dei loro avversari, ritenendoli incapaci di accettare deroghe rispetto a una visione tradizionale della laicità.
Per via di questo uso allargato, molti gruppi descritti come fondamentalisti spesso obiettano tenacemente al vedersi applicato questo termine, a causa delle sue connotazioni negative, o perché implica una similitudine con altri gruppi (politici o addirittura militari) ritenuta impropria.